# Psychotria expansissima
Psychotria expansissima är en måreväxtart som beskrevs av Karl Moritz Schumann. Psychotria expansissima ingår i släktet Psychotria och familjen måreväxter. Inga underarter finns listade i Catalogue of Life.